# Fagervik, Kungsbacka kommun
Fagervik är en del av tätorten Frillesås i Kungsbacka kommun. Fagervik ligger nära Löftaåns mynning  i Kattegatt. På andra sidan Löftan ligger tätorten Stråvalla i Varbergs kommun. Tidigare bestod Fagervik huvudsakligen av sommarbostäder, men nu omvandlas de alltmera till permanentbebyggelse.